# Ballerups sogn
Ballerups sogn (danska: Ballerup Sogn) är en församling i  Ballerup-Furesø kontrakt (provsti) i Helsingörs stift i Danmark. Församlingen ligger i Ballerups kommun i Region Hovedstaden. Den hörde före kommunreformen 2007 till Ballerups kommun i Köpenhamns amt, och före kommunreformen 1970 till Smørums härad i Köpenhamns amt.
Den 1 januari 2012 hade församlingen 14 095 invånare, varav 10 247 (72,70 procent) var medlemmar i Danska folkkyrkan.

## Kyrkobyggnader
- Skovvejskirken
- Ballerups kyrka